# Sons of the Desert (film)

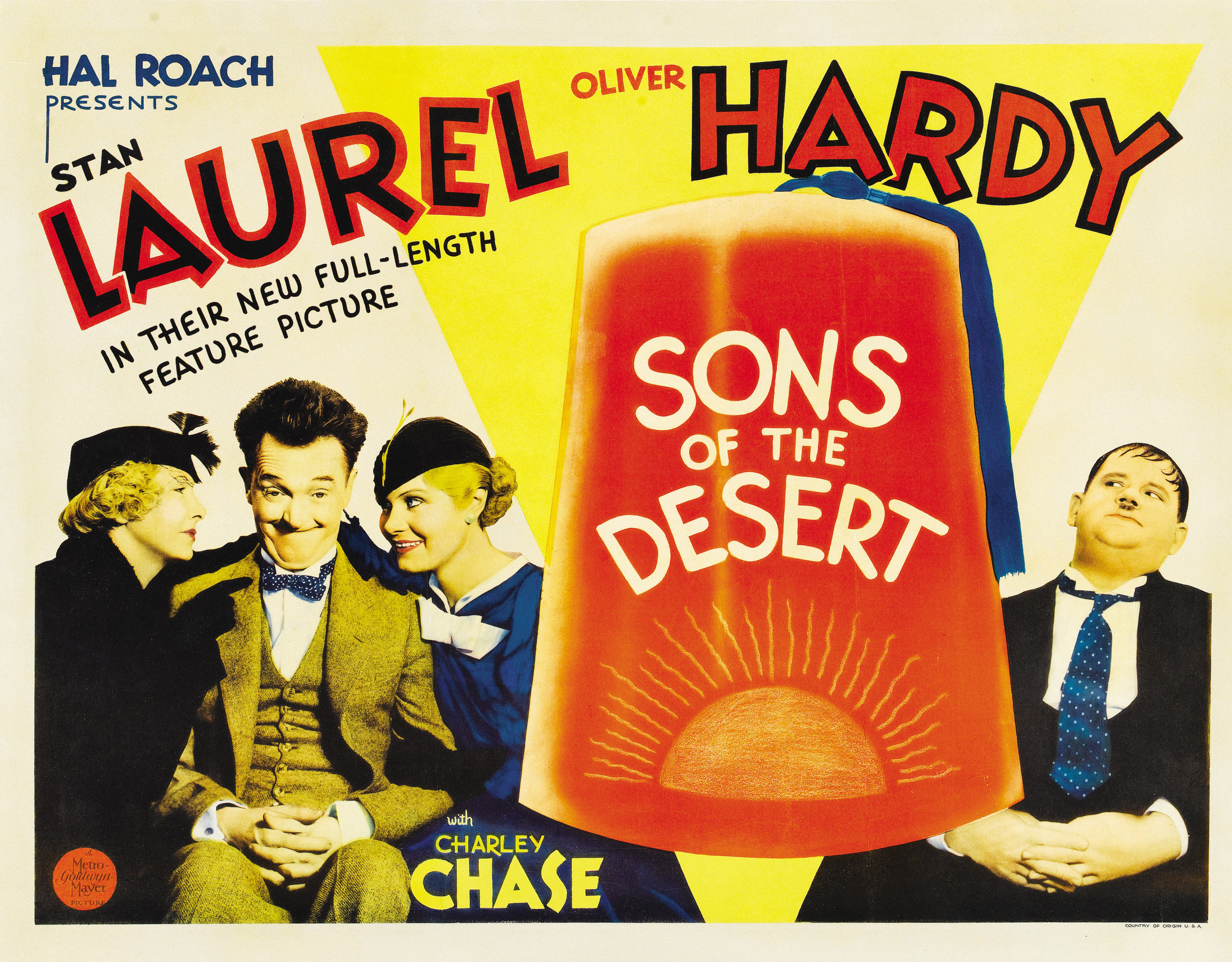
poster voor de film Baby Face in 1933

Sons of the desert is een langspeelfilm van Laurel en Hardy uit 1933. De film is deels een remake van de film Be Big.

## Verhaal
Laurel en Hardy zijn lid van het genootschap "Sons of the Desert", dat zijn jaarlijkse conventie in Chicago houdt. Ollie mag van zijn vrouw, gespeeld door Mae Busch, niet gaan en doet alsof hij ziek is. De dokter schrijft hem een trip naar Honolulu voor, maar in werkelijkheid gaat hij met Stan naar de conventie. Tijdens die conventie belt een van de andere gasten, gespeeld door Charley Chase, voor de grap zijn zus op die Olivers vrouw blijkt te zijn. Snel gooit Oliver de hoorn op de haak.
De boot uit Honolulu vergaat echter en hun vrouwen proberen in paniek het laatste nieuws te vernemen bij de scheepvaartmaatschappij. Bij toeval zien ze op het bioscoopjournaal een reportage over de conventie van de Sons of the desert en het is duidelijk dat hun mannen hen hebben voorgelogen. Ze sluiten een weddenschap wie van hun mannen het eerlijk zal opbiechten. Ondertussen komen Stan en Ollie uitgelaten thuis (ze zijn buren) en Ollie zingt Honolulu Baby terwijl hij zichzelf begeleidt op een ukelele. Na het lezen over de scheepsramp in de krant besluiten ze de volgende dag pas terug te komen en een verhaal te verzinnen tegenover hun vrouwen. Uiteindelijk slaat Stan door en biecht de waarheid op. Hij wordt hiervoor beloond en Ollie heeft een fikse echtelijke ruzie: het servies eindigt in gruzelementen op zijn hoofd.

## Rolverdeling
| Acteur             | Personage                       | Referentie |
| ------------------ | ------------------------------- | ---------- |
| Stan Laurel        | Stan                            |            |
| Oliver Hardy       | Oliver                          |            |
| Charley Chase      | Charley                         |            |
| Mae Busch          | Lottie Hardy                    |            |
| Dorothy Christy    | Betty Laurel                    |            |
| Lucien Littlefield | Dr. Horace Meddick, de veearts  |            |
| Ty Parvis          | matroos in "Honolulu Baby"-dans | [ 1 ]      |
| Charita Alden      | huladanseres                    | [ 2 ]      |
| Robert Cummings    | a ship steward                  |            |

## Citaten
Ollie tegen Stan die een appel eet: "Waar heb je die appel vandaan gepakt?"

Stan, wijzend op een fruitmand: "Daarvandaan." 

Ollie: "Maar dat is geen echt fruit. Het is imitatie en gemaakt van was!"

## Status
Sons of the Desert is een van de beroemdste en populairste films van Laurel en Hardy en een heuse cultfilm. Geïnspireerd door deze film werd begin jaren 60 ook de internationale Laurel & Hardy-fanclub Sons of the Desert opgericht.